# AGM-131 SRAM II
El AGM-131 SRAM II ("Misil de ataque de corto alcance") era un misil aire-tierra nuclear destinado a reemplazar al AGM-69 SRAM. El misil de combustible sólido debía ser lanzado desde un bombardero estratégico B-1B Lancer, llevaría la ojiva nuclear W89 y tendría un alcance de 400 km. Sin embargo, tanto el misil SRAM II como la variante SRAM T fueron cancelados en septiembre de 1991 por el presidente George H. W. Bush por razones geopolíticas, justo cuando se entregó el primer misil de prueba de vuelo, junto con las ojivas W89 y W91.